# Sophie Marie von Voß

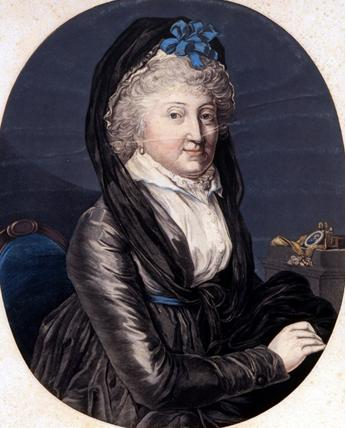
Sophie Marie Gräfin von Voß, Farbholzschnitt von Friedrich Wilhelm Gubitz, um 1795

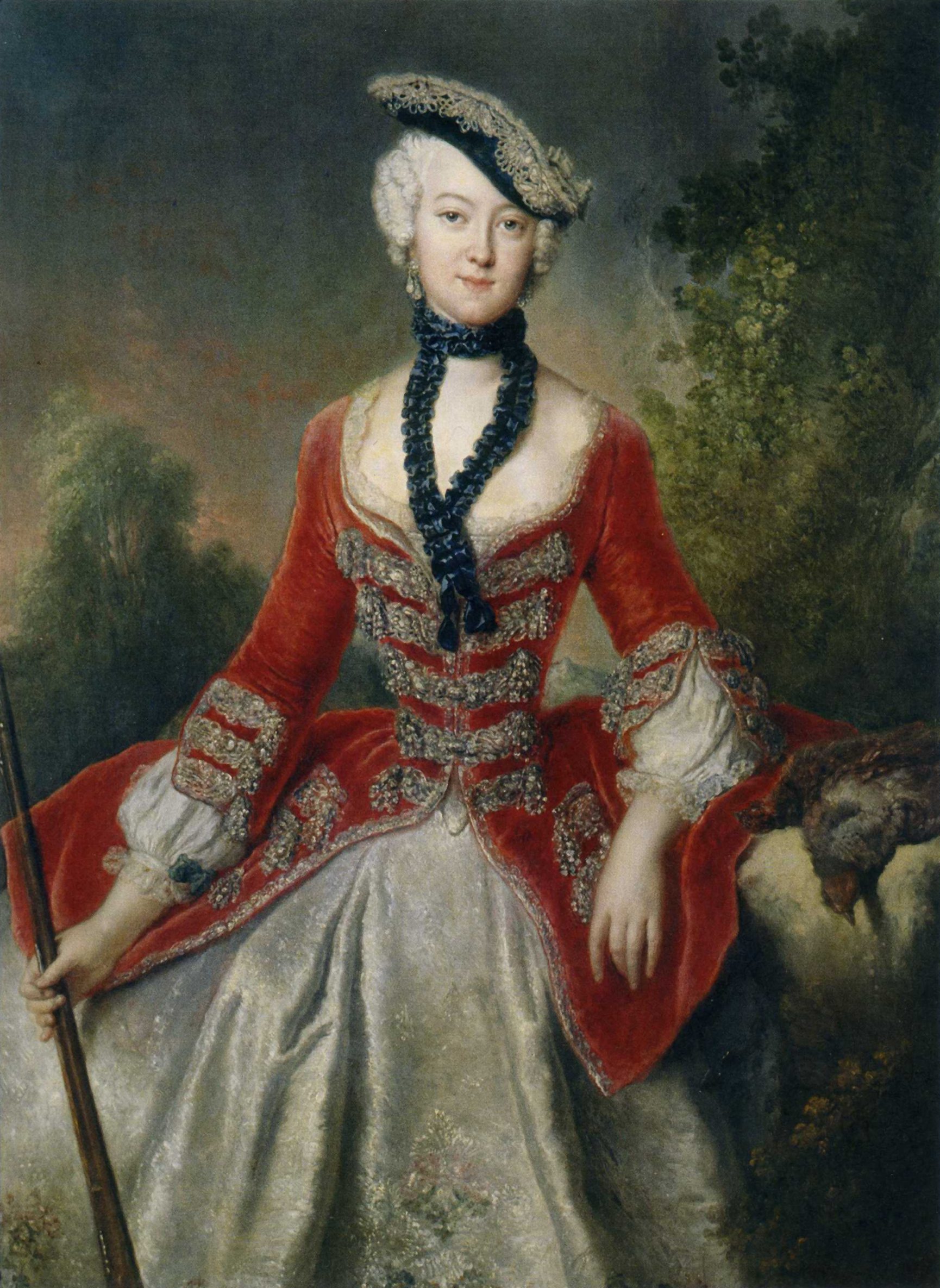
Sophie Marie von Voß als Hofdame der Königinmutter Sophie Dorothea, Ölgemälde von Antoine Pesne

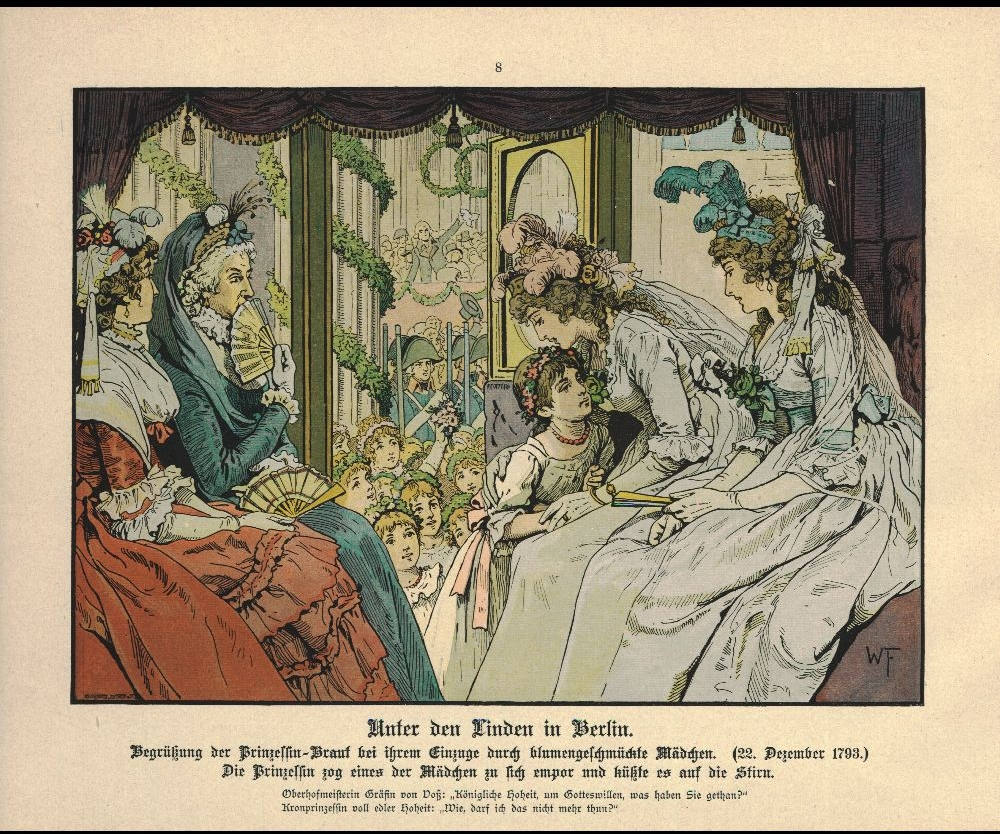
Gräfin Voß ist über das unziemliche Verhalten der künftigen Königin entsetzt, Darstellung von Woldemar Friedrich, 1896

Sophie Wilhelmine Charlotte Marie Gräfin von Voß, geborene von Pannwitz (* 11. März 1729 in Schönfließ (Oberhavel); † 31. Dezember 1814 in Berlin) lebte neunundsechzig Jahre am preußischen Hof und war über Jahrzehnte Gesprächspartnerin, Beraterin und Hofdame von Königinnen und Königen. Sie sah vier preußische Herrscher kommen und gehen und neue Epochen anbrechen. Ihre Tagebuchaufzeichnungen erlebten seit der ersten Buchveröffentlichung 1876 zahlreiche Auflagen. Als sie geboren wurde, regierte in Preußen Friedrich Wilhelm I., der Soldatenkönig. Preußen war noch keine europäische Großmacht. Sie erlebte die gesamte Regierungszeit von Friedrich dem Großen (1740–1786) und die seines Neffen und Thronfolgers Friedrich Wilhelm II. (1786–1797). Sie erlebte die Besetzung Berlins durch die Franzosen, die Befreiungskriege gegen Napoleon und die Neuordnung Europas. Die letzten politischen Eintragungen in ihrem Tagebuch beziehen sich auf den Wiener Kongress: „Aus Wien nichts Erfreuliches; es scheint, dieser unselige Kongress nimmt kein Ende.“ (23. Dezember 1814), ebenso: „Einen Brief von Wittgenstein. Dieselben traurigen Nachrichten!“ (27. Dezember 1814, vier Tage vor ihrem Tod). König Friedrich Wilhelm III. hatte ihr das gesamte Vertragswerk zur Durchsicht und Kommentierung geschickt. Die Gräfin von Voß vertrat die Auffassung, die Franzosen seien viel zu gut weggekommen.

## Leben
Sophie Marie war neben einem zehn Jahre älteren Bruder die einzige Tochter des preußischen Generalmajors Wolf Adolf von Pannwitz (1679–1750) und dessen Frau Johanne Marie, geb. von Jasmund (1702–1771). Die Familie verbrachte die Sommermonate auf ihren Gut in Schönfließ und die Wintermonate in Berlin. Die preußische Königin Sophie Dorothea war mit ihrer Mutter befreundet, so verbrachte auch Sophie Marie einen großen Teil ihrer Kindheit am Hofe jener Fürstin. 1743, im Alter von 14 Jahren, wurde sie zu ihrer Hof- und Staatsdame ernannt. Sieben Jahre lang war sie Sophie Dorothea mit großer Verehrung ergeben.
Prinz August Wilhelm, der zehn Jahre jüngere Bruder Friedrichs, war 23, Sophie, die Hofdame seiner Mutter, 17 Jahre alt, als er sich unsterblich in sie verliebte. Er war nicht einfach in sie verliebt, er wurde liebestoll, eifersüchtig, unfähig, sich zu kontrollieren. Sie selbst schreibt in ihren Erinnerungen: „Er war sehr liebenswürdig – von schöner Gestalt, auch sein Gesicht war schön, fein und geistvoll; dabei war er voller Sanftmut und voller Zuvorkommenheit für mich [...]. War es nicht natürlich bei meiner großen Unerfahrenheit und Jugend und der Neuheit eines Gefühles, das ich noch nie gekannt hatte, daß ich ihn wohl wollte [...]?“ Sie betont aber auch „niemals die Gebote der strengen Sittsamkeit und Tugend auch nur einen Augenblick vergessen“ zu haben. Erst als Sophie einen ihrer Vetter heiratete, um dem nicht standesgemäßen Werben und den Nachstellungen ein Ende zu machen, kühlten die Gefühle August Wilhelms etwas ab. Der Vermählung Sophies im Jahr 1751 wollte der Prinz aber unbedingt beiwohnen – und fiel dabei in Ohnmacht.
Ihr Ehemann, Johann Ernst von Voß (1726–1793), wurde Regierungspräsident in Magdeburg und ab 1763 Hofmarschall der Gemahlin Friedrichs des Großen in Schönhausen. In den Jahren am Schönhauser Hof wurde Sophie auf dramatische Weise mit der eigenen Vergangenheit konfrontiert: Die Tochter ihres Schwagers, Julie von Voß, wurde von Friedrich Wilhelm II. umworben, zu seiner Geliebten und 1787 zur Nebenfrau gemacht, gebar einen Sohn, starb jedoch bald darauf. Die amourösen Verstrickungen Friedrich Wilhelms erregten immer wieder Sophies Missfallen.
Trotz familiärer Turbulenzen blieb Frau von Voß in Schönhausen bis 1786. Nach dem Tod ihres Gatten 1793, im Alter von 64 Jahren, zog sie sich auf ihre Güter in Mecklenburg zurück. Als Luise von Mecklenburg-Strelitz mit ihrer Schwester Friederike zur Doppelhochzeit mit dem Kronprinzen Friedrich Wilhelm und seinem Bruder in einem für die Stadt bis dato unvorstellbaren Triumphzug nach Berlin einzog, wurde Frau von Voß als Oberhofmeisterin der Kronprinzessin und späteren Königin zurück nach Berlin geholt. Sie trug den späteren Friedrich Wilhelm IV. zur Taufe. 1800 wurden sie und ihre Nachkommen in den erblichen Grafenstand erhoben.
Als Napoleon Preußen besetzt hielt und der Hof sich bis nach Memel zurückzog, äußerte sie klare politische Ansichten: „Der König hat den Oberst Kleist zu Napoleon geschickt; das hätte ich nicht getan.“ Kleist hielt sie für zu weich. Sie berichtet von ausgedehnten Besuchen beim Zaren und seiner Familie: „Dann kam noch ein Ballet in fünf Akten, was alleine drei Stunden dauerte; es war freilich sehr hübsch, aber sehr lang.“  Sie bezeichnete Napoleon als „Tyrannen“, „gewissenlosen Bösewicht“ und „niederträchtigen Menschen“ (Tagebuch 25. November 1807). Am 6. Juli 1807 traf sie in Tilsit mit Napoleon persönlich zusammen: „Er ist auffallend häßlich, ein dickes, aufgedunsenes, braunes Gesicht, dabei ist er korpulent, klein und ganz ohne Figur, seinen großen runden Augen rollen unheimlich umher, der Ausdruck seiner Züge ist Härte, er sieht aus wie die Inkarnation des Erfolgs.“
Zu Herzen gehen die Schilderungen der schrecklichen Szenen des mehrere Tage dauernden Todeskampfes von Königin Luise; Luise, die sie verehrte und als „Engel“ bezeichnete; Luise, für die sie alles getan hätte; Luise, die noch im Sterbebett Liebenswürdigkeit und Contenance bewahrte. Fast die gesamte königliche Familie hatte sich am Sterbebett versammelt.
Die politische Weitsicht der Hofdame im Alter überrascht.
Als Sophie Gräfin von Voß im Februar 1811 in ihre Wohnung im Kronprinzenpalais Unter den Linden zurückkehren konnte – die Vossische Zeitung ließ zu diesem Anlass ein Extrablatt drucken –, vertrieben russische Truppen gerade die Franzosen aus der Stadt. „Entsetzlicher Tumult und Spektakel auf der Straße, daß man nicht einmal Whist spielen kann.“ Die Völkerschlacht bei Leipzig, die Niederlage Napoleons, verfolgte sie vom Krankenbett aus. „General Stutterheim kam heute früh an mein Bett, um mir den Sieg ohne gleichen zu melden.“ Bei der Siegesfeier am 15. August 1814 war sie dabei: „Die sämmtlichen Truppen, Russen und Preußen zusammen, wurden heute vom König festlich bewirthet; die Tafeln standen dicht gereiht über den ganzen Lustgarten und die Linden entlang bis an das Brandenburger Tor.“
Während der Wiener Kongress noch andauerte, starb Sophie Marie Gräfin von Voß am Silvestertag 1814 im Alter von 85 Jahren in Berlin. Ihr nicht erhaltenes Grab befand sich auf einem der Friedhöfe vor dem Halleschen Tor. Auf welchem genau, ist nicht bekannt.

## Nachkommen
Mit ihrem Ehemann hatte sie zwei Söhne und eine Tochter. Der älteste Sohn erstickte mit sieben Jahren an einem Pflaumenkern. Ihre Tochter Karoline Friederike heiratete 1770 den regierenden Grafen Friedrich Ludwig zu Castell-Rüdenhausen. Der zweite Sohn machte Karriere im zivilen Bereich und wurde Rat in Königsberg. 1779 wenige Monate nach seiner Vermählung verstarb er bereits an einer Unterleibsentzündung. Einige Zeit nach dessen Ableben gebar seine Witwe den einzigen Enkel der Gräfin Voss, der August genannt wurde. Dieser heiratete 1800 eine Tochter der Frau von Berg, einer Freundin der Königin Luise. Einziger Sohn dieser Ehe war neben drei Töchtern Graf Felix (1801–1881).